# Max von Gemmingen (1862–1924)

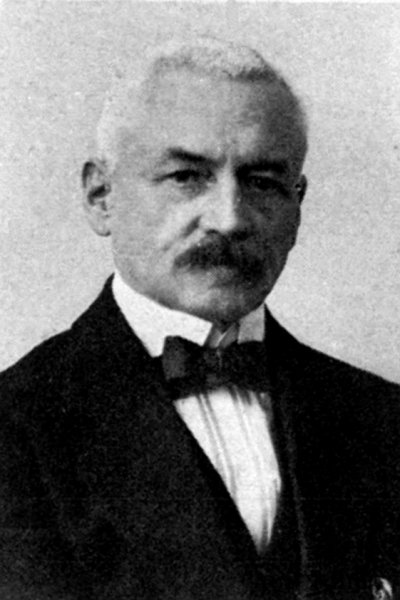
Max von Gemmingen

Max Ferdinand Ludwig von Gemmingen-Guttenberg (* 29. Juni 1862 in Eßlingen; † 4. März 1924 in Friedrichshafen) war ein württembergischer Offizier. Er war ein Neffe des Grafen Zeppelin und folgte diesem 1917 im Vorstand der Zeppelin-Stiftung.

## Leben
Er entstammte dem 2. Ast (Bonfeld) der II. Linie (Gemmingen und Guttenberg) der Freiherren von Gemmingen und war der zweite Sohn des württembergischen Justizrats und späteren Konsistorialpräsidenten Wilhelm von Gemmingen (1827–1920) und der Eugenie Gräfin von Zeppelin (1836–1911), einer Schwester des bekannten Grafen Zeppelin.
Gemmingen studierte Geographie und Volkswirtschaft in Leipzig. Er war danach im Umkreis seines Onkels an der Entwicklung der Zeppelin-Luftschifffahrt beteiligt. Im Ersten Weltkrieg war er Generalstabsoffizier des Luftschiffs LZ 17 Sachsen, wodurch er Ernst A. Lehmann kennenlernte, mit dem er 1915 das Prinzip des Spähkorbs erfand. Nach dem Tode Zeppelins folgte von Gemmingen dem Grafen 1917 als Vorstand der Zeppelin-Stiftung. Seine Militärlaufbahn beendete er als Oberst. 1919 regte er an, die bereits vom Grafen Zeppelin geplanten Polarflüge mit Zeppelinen durchzuführen, um damit auch die Einsatztüchtigkeit der Luftschiffe unter Beweis zu stellen. Dafür wurde auch Hugo Eckener in den Stiftungsvorstand berufen, der nach Gemmingens Tod 1924 den Vorsitz übernahm.
Er blieb unverheiratet. Seinen Haushalt führte seine Schwester Amélie (1865–1938).
Er besaß eine große Sammlung von Kunstobjekten aus Ostasien und dem Orient, die nach seinem Tod bei Fleischhauer in Stuttgart versteigert wurde.

## Werke
- Das Zeppelinluftschiff zur See, Berlin 1914 (Digitalisat)